# Danny Cohen (informaticien)
Pour les articles homonymes, voir Danny Cohen et Cohen.
Danny Cohen (9 décembre 1937 - 12 août 2019) est un informaticien américain d'origine israélienne spécialisé dans les réseaux informatiques. Il a participé au projet du réseau informatique ARPANET et a contribué au développement de diverses applications fondamentales pour Internet.

## Biographie
Danny Cohen grandit à Haïfa d'un père électricien, immigré de Russie et d'une mère, immigré de Hongrie, bénévole pour l'armée israélienne. La famille connait la perte de son frère cadet en bas âge souffrant d'une malformation cardiaque. Il se passionne très tôt pour l'aviation et l'informatique.
Après avoir fait l'armée en tant que parachutiste et combattu lors de la guerre israélo-arabe de 1956, Danny Cohen obtient un baccalauréat en mathématiques au Technion en  Israël en 1963. Il immigre aux États-Unis où il poursuit ses études universitaires au département de mathématiques du Massachusetts Institute of Technology (MIT) de 1965 à 1967. Il  effectue son doctorat à Harvard sous la direction d’Ivan Sutherland en 1969.
Danny Cohen rejoint l'ISI (Information Sciences Institute) de l'Université de Californie du Sud pour travailler sur un projet  pour permettre une parole interactive en temps réel sur l’ARPANET. Dans un contexte technologique où Internet était au prémisse de son développement, ce projet était précurseur du protocole de voix sur IP (VoIP) . En 1981, il adapte le simulateur visuel à l’ARPANET, une des premières applications des réseaux de commutation par paquets pour les applications en temps réel. 
À partir de 2001, il rejoint l'entreprise Sun Microsystems en tant qu’ingénieur  et prend sa retraite en 2012. 
En 2012, Danny Cohen a été intronisée au Temple de la renommée d'Internet par la Internet Society et membre de l'Académie nationale d'ingénierie des États-Unis. 
Souffrant de la maladie de Parkinson, Danny Cohen est décédé à Palo Alto, en Californie, le 12 août 2019 à l'âge de 81 ans.

## Vie privée
Divorcé deux fois, Danny Cohen a eu deux enfants dont une fille décédée dans un accident de voiture. 